# Armando Robles Godoy
Armando Robles Godoy (Nova Iorque, 7 de fevereiro de 1923 — Lima, 10 de agosto de 2010) foi um cineasta, escritor e jornalista peruano.

## Filmografia
Escreveu e realizou seis filmes de longa metragem:
- Ganarás el pan (1964)
- En la selva no hay estrellas (1967)
- La muralla verde (1970) Hugo de Ouro Festival de Chicago
- Espejismo (1972) Hugo de Ouro Festival de Chicago. Nomeação ao Globo de Ouro de Melhor filme estrangeiro.
- Sonata soledad (1987)
- Imposible amor (terminada em agosto de 2003, é a primeira longa metragem peruana gravada em sistema digital)

Para além disso, realizou 25 curtas metragens e uma telenovela de 100 capítulos -Los recién llegados-, que foi proibida no Peru pela ditadura militar de Juan Velasco Alvarado.